# Người áo đen

Mô tả cách điệu về người áo đen.

Người áo đen (tiếng Anh: Men in Black viết tắt MIB) theo như mô tả trong văn hóa đại chúng và thuyết âm mưu UFO là những người đàn ông mặc bộ quần áo màu đen tự xưng là nhân viên chính phủ hoặc những tổ chức bí mật nào đó với nhiệm vụ truy tìm bất kỳ ai từng thấy hoặc có bằng chứng về sự tồn tại của người ngoài hành tinh, sau đó làm cho họ phải "im lặng" bằng cách thủ tiêu hoặc "xóa trí nhớ", một hành động bưng bít thông tin của chính phủ. Đôi khi những người đàn ông mặc đồ đen này chính là những người ngoài hành tinh, và họ tìm cách bưng bít thông tin để lẫn trốn giữa con người. Thuật ngữ này có đặc điểm chung là sử dụng cho bất kỳ cá nhân nào bất thường, đe dọa hay cư xử khá lạ lùng thường xuất hiện tại hiện trường liên quan đến một số vụ việc chứng kiến UFO. Giới nghiên cứu và những người đam mê UFO đã báo cáo về một số cuộc gặp gỡ khả nghi với người áo đen, dù không ít người tỏ ra hoài nghi về tính xác thực của vụ việc.

## Đặc điểm nhận dạng
Về đặc điểm nhận dạng người áo đen thì phần lớn họ đều có thể hình to lớn, trên người mặc quần áo đen, khuôn mặt kiểu như "mặt búp bê" hay "mặt người phương Đông". Trong điều kiện bình thường, khi họ gặp con người dường như có thái độ dò xét, nghi ngờ, sau đó tiến hành đưa các dữ liệu liên quan đến con người như ghi chú, phim; hình ảnh, kết quả phân tích, mảnh vỡ từ UFO của họ đều được lấy ra. Tuy nhiên họ cũng có tình trạng tương tự như: Để đạt được mục đích của mình, họ thường gây áp lực tâm lý cho người thi hành nhiệm vụ, thậm chí còn hung sát người, đương nhiên đó là trường hợp cực kỳ hiếm. Một số chuyên gia UFO trên thế giới cho rằng, những dấu tích này cho thấy, sự tồn tại của người áo đen là điều không có gì phải nghi ngờ. Chuyện họ tiếp xúc với con người đã không còn là vấn đề gây tranh cãi nữa, vì vậy cũng không có bất kỳ lý do gì để nói việc tiếp xúc này là ảo giác nào đó hay có người đã cố tình huyễn hoặc nó lên. Dù sự tồn tại của họ vẫn đang là đề tài được rất nhiều chuyên gia UFO phương Tây tranh luận.

## Giới nghiên cứu UFO
Hình tượng người áo đen khá nổi tiếng trong giới nghiên cứu UFO và văn học dân gian UFO. Suốt trong thập niên 50 và 60, các nhà nghiên cứu UFO đã có suy nghĩ đậm chất âm mưu và bắt đầu lo sợ họ sẽ là đối tượng của sự hăm dọa có tổ chức nhằm trả đũa cho việc khám phá ra "sự thật về UFO". Năm 1947, Harold Dahl tuyên bố rằng ông từng gặp một người đàn ông mặc bộ đồ đen đưa ra lời cảnh báo không được nói về vụ quan sát UFO trên đảo Maury. Vào giữa thập niên 1950, nhà UFO học Albert K. Bender khẳng định rằng có người mặc bộ đồ đen đã tới thăm ông rồi đe dọa và cảnh báo ông không nên tiếp tục điều tra về UFO nữa. Bender tin rằng người áo đen này chính là nhân viên mật của chính phủ có nhiệm vụ thủ tiêu bằng chứng về UFO. Nhà UFO học John Keel cũng xác nhận rằng ông từng có những cuộc gặp gỡ với người áo đen và gọi họ là "những thực thể siêu nhiên quỷ quái" với "làn da đen/hoặc có những đặc điểm khuôn mặt "ngoại lai"". Theo nhà UFO học Jerome Clark, các bản báo cáo về người áo đen đại diện cho "những trải nghiệm" mà "không có vẻ gì là đã xảy ra trong thế giới của sự đồng thuận thực tế".
Riêng nhà sử học Aaron Gulyas đối với vấn đề này đã viết, "trong những năm 1970, 1980 và 1990, những người theo thuyết âm mưu UFO sẽ kết hợp người áo đen vào những ảo tưởng hoang đường và ngày càng rối rắm của họ". Trong bài báo của mình, Gray Barker: My Friend, the Myth-Maker, John C. Sherwood khẳng định rằng, vào cuối những năm 1960, ở tuổi 18, ông đồng ý hợp tác khi Gray Barker thúc giục ông phát triển một trò chơi khăm – mà Barker đã xuất bản về sau – về thứ mà Barker gọi là "blackmen", ba cư dân UFO bí ẩn đã phải giữ kín danh tính giả của Sherwood, "Dr. Richard H. Pratt". Nhà nghiên cứu văn học dân gian Peter Rojcewicz so sánh tài liệu của người áo đen cho đến các câu chuyện kể về những người gặp phải ma quỷ và phỏng đoán rằng chúng có thể được coi là một loại "drama tâm lý".
Về điểm này, nhà UFO học John. A. Kirschmann cũng đã có luận điểm rất quan trọng. Riêng về vấn đề mục đích của người áo đen, ông đã tìm ra một số giả thiết những người này phản đối và che giấu chuyện UFO tới Trái Đất. Ngoài ra, có một số người dùng giả thiết nghiên cứu này đều nhận được rất nhiều điện thoại uy hiếp và nhiều hình thức uy hiếp khác. Còn những học giả có quan điểm UFO tới từ tinh cầu nào đó lại được bình an vô sự, có thể dễ dàng từng bước đi vào nghiên cứu của mình. John. A. Kirschmann còn nhấn mạnh rằng: "Nếu một người chứng kiến đưa cho bạn một miếng kim loại không thừa nhận rơi từ UFO xuống, bạn sẽ không bị gặp bất kỳ rắc rối nào. Tuy nhiên, nếu một người chứng kiến cầm tới cho bạn một miếng nhôm, hoặc kẽm-magiê, hay miếng silicon - đó là thứ mà bạn có thể tìm thấy ở mọi nơi trên Trái Đất. Vậy thì, bạn rất có thể sẽ được đón tiếp một người mặc áo đen, vai mang trọng trách thần bí "công việc thuyết phục ở nhà". Điều vô cùng thú vị là rất nhiều nhà nghiên cứu hay máy bay đều bị mất tích, tổn hại hoặc lượng lớn vật chứng quan trọng bị biến mất một cách thần bí đều có dính đến nguồn gốc của UFO.

## Ảnh hưởng văn hóa
- Ban nhạc punk rock The Stranglers của Anh đã phát hành ca khúc The Gospel According to the Meninblack vào năm 1981. Những bài hát trước đây như Meninblack và Who Wants The World còn để lộ ra niềm đam mê về huyền thoại này của ban nhạc.
- Sự xuất hiện của người áo đen trong bộ phim đầu tiên chính là Hangar 18 (1980), nói về nhóm MIB,[7] đang cố đuổi theo nhân vật chính của bộ phim và ra sức ngăn cản họ biết được sự thật.
- Về sau, người áo đen còn xuất hiện trong bộ phim năm 1984 của John Sayles mang tên The Brother from Another Planet.[8] Trong phim này, bản thân John Sayles và David Strathairn đều tự xưng là Man In Black (người áo đen),[9] thực ra là một nhóm người ngoài hành tinh đang tìm kiếm một nô lệ ngoài hành tinh bỏ trốn (có biệt danh "Brother").
- Blue Öyster Cult trực tiếp đề cập đến Men In Black trong lời nhạc hai ca khúc của họ. Trong câu mở đầu của bộ phim năm 1976 "E.T.I (Extra Terrestrial Intelligence)" họ nói: Tôi nghe nhạc, đĩa ánh sáng ban ngày, ba người áo đen nói, "Đừng báo cáo vụ này".[10] Rồi sau trong ca khúc năm 1983 "Hãy đưa tôi đi": Đừng hỏi xem họ có thực, những người áo đen, đôi môi họ kín như bưng.[11]
- Trong tựa game hài hước năm 1988 Zak McKracken and the Alien Mindbenders, lấy bối cảnh vào năm 1997, hình ảnh thiết kế người ngoài hành tinh đê tiện Caponian là dựa trên hình mẫu người áo đen và trùm mafia (Al Capone). Lãnh đạo của họ có biệt danh "The King", giống y như ca sĩ Elvis Presley và hàm ý một cách tinh tế được hóa thân thành Elvis Presley.
- Trong tựa game nhập vai Mage: The Ascension, người áo đen là một lực lượng của tổ chức New World Order, một hiệp hội pháp sư chuyên tâm vào công nghệ nhằm sử dụng quyền kiểm soát thông tin và hoạt động gián điệp để thực thi các dạng thức mang tính khoa học.[12]
- Các thành viên thuộc chương trình tuần hành tình nguyện Steve Jackson Games được mệnh danh là "người áo đen". Họ thường tham dự hội nghị địa phương và viếng thăm các cửa hàng game để nâng cao nhận thức về sản phẩm của Steve Jackson Games.[13]
- Trong truyện ngắn thuộc thể loại lịch sử song song Dukakis and the Aliens (Dukakis và người ngoài hành tinh) của Robert Sheckley, nằm trong bộ tuyển tập Alternate Presidents (Tổng thống luân phiên), Michael Dukakis được bầu làm tổng thống vào năm 1988. Thế nhưng, ông đã để lộ ra thân phận của mình chính là người ngoài hành tinh đang cố thâm nhập vào Căn cứ Dulce. Điều này khiến người áo đen (cùng với những người ngoài hành tinh thân thiện) viết lại lịch sử thay vì để cho George H. W. Bush giành chiến thắng trong cuộc bầu cử.
- Frank Black, ca sĩ hát cho hãng The Pixies cũng được biết đến với cái tên giả Black Francis (Francis Áo Đen), đã phát hành một đĩa đơn mang tên "Men in Black" vào năm 1995 mà sau đó xuất hiện trong album The Cult of Ray của anh. Anh đã mô tả bài hát này vào năm 1996 bằng cách nói rằng "nó nói về những gã áo đen là những kẻ dọa dẫm về mặt tâm lý được người ngoài hành tinh hay có thể là chính phủ hoặc có thể cả hai gửi đến."[14]
- Trong tập 20 mùa 3 của phim The X-Files, "Jose Chung's From Outer Space", một người đàn ông trong bộ quần áo, mũ và găng tay màu đen xuất hiện để cảnh báo và đe dọa một nhân vật trong tập phim không chịu chia sẻ trải nghiệm của ông ta khi chứng kiến một vụ bắt cóc của người ngoài hành tinh. Một người áo đen khác cũng xuất hiện trong tập phim này và do Alex Trebek đóng vai. Vai người áo đen đầu tiên do Jesse Ventura đóng.
- Người áo đen là một trong những đối thủ chính trong bộ truyện tranh dài tập của Ý có tựa đề Martin Mystère.
- Phim Men in Black (1997), có diễn viên Tommy Lee Jones và Will Smith đóng vai chính là Đặc vụ K và Đặc vụ J, dựa trên bộ truyện tranh của Lowell Cunningham nói về một tổ chức bí mật chuyên theo dõi và điều chỉnh hoạt động của người ngoài hành tinh trên Trái Đất – The Men in Black của hãng Aircel Comics. Phần sau nó là Men in Black: The Series và phần tiếp theo năm 2002 Men in Black II. Men in Black 3 được phát hành vào ngày 25 tháng 5 năm 2012. Scott Mitchell Rosenberg, người đã xuất bản cuốn truyện tranh, về sau bán lại cho Sony biến nó trở thành thương hiệu phim trị giá tỷ đô.[15] Will Smith còn làm ra một bản nhạc tên là "Men in Black" cho phần đầu tiên năm 1997, và "Black Suits Comin' (Nod Ya Head)" cho phần tiếp theo năm 2002.
- Dòng phim truyền hình của Anh Doctor Who có một chủng tộc người ngoài hành tinh được gọi là The Silence thường xuất hiện trong bộ quần áo màu đen. Những thực thể này nắm quyền chi phối ngầm nhằm làm thay đổi tiến trình lịch sử của loài người cho mục đích riêng của họ, và những người nhìn thấy chúng đều không tài nào nhớ nổi. Dấu vết duy nhất về sự hiện diện của họ chính là ký ức mơ hồ hoặc hình ảnh trong tiềm thức về ngoại hình của họ, hoặc những gợi ý thuật thôi miên mà họ để lại trong cuộc gặp gỡ này. Khái niệm và sự xuất hiện của The Silence được lấy từ phần nào theo sau huyền thoại Men in Black.[16]
- Dòng phim spin-off của Anh từ Doctor Who called The Sarah Jane Adventures có một nhóm đặc vụ android mệnh danh là người áo đen được tổ chức Alliance of Shades dùng để loại bỏ bất kỳ bằng chứng về sự sống ngoài hành tinh khỏi Trái Đất, họ xóa trí nhớ của những ai từng tiếp xúc với người ngoài hành tinh và gìn giữ di vật và công nghệ ngoài hành tinh.
- Tựa game đối kháng Urban Legend in Limbo thuộc dòng Touhou Project truyền thuyết đô thị của Mamizou Futatsuiwa là câu chuyện về người áo đen. Thiết kế của Mamizou được dựa theo loạt phim Men in Black.
- Bộ phim năm 1997 The Shadow Men nói về một gia đình nọ có cuộc chạm trán với UFO rồi về sau bị những người áo đen đeo bám và quấy nhiễu.
- Một đoạn phim quảng cáo truyền hình cho loại bia nhẹ của Đức Moosehead nhại lại cuộc gặp gỡ giữa tiến sĩ Herbert Hopkins và một người áo đen.